# کی‌سی‌آردابلیو
کی‌سی‌آردابلیو (به انگلیسی: KCRW) (89.9 مگاهرتز) یک ایستگاه عضو رادیو عمومی ملی است که از پردیس کالج سنتا مونیکا در سانتا مونیکا، کالیفرنیا جایی که این ایستگاه مجوز دارد، پخش می‌شود، کی‌سی‌آردابلیو علاوه بر برنامه‌نویسی از ان‌پی‌آر و سایر شرکتهای وابسته، اخبار و برنامه‌های اصلی موسیقی را نیز پخش می‌کند. شبکه ای از مترجمان پخش کننده و پخش کننده، و همچنین رادیوی اینترنتی، به ایستگاه امکان می‌دهد تا به منطقه لس آنجلس بزرگ و سایر جوامع در جنوب کالیفرنیا خدمت کند. فرستنده اصلی این ایستگاه در منطقه لورل کنیون در لس آنجلس واقع شده و با فرمت رادیو HD پخش می‌شود. این یکی از دو عضو کامل ان‌پی‌آر در منطقه لس آنجلس است.